# (112) Iphigenia
(112) Iphigenia ist ein Asteroid des inneren Hauptgürtels, der am 19. September 1870 vom deutsch-US-amerikanischen Astronomen Christian Heinrich Friedrich Peters am Litchfield Observatory in New York entdeckt wurde.
Der Asteroid wurde benannt nach Iphigenie, der Tochter von Agamemnon und Klytaimnestra und Schwester von Orestes und Elektra. Die Griechen, die durch Gegenwinde in Aulis festgehalten wurden und nicht nach Troja segeln konnten, wurden von einem Wahrsager informiert, dass Iphigenie geopfert werden müsse, um die Götter zu besänftigen, denn Agamemnon hatte Artemis provoziert, indem er ihren Lieblingshirsch tötete. Als Agamemnon gerade den tödlichen Schlag ausführen wollte, erschien an Iphigenies Stelle ein großer und schöner Hirsch. Die Winde wurden günstig und die Griechen segelten nach Troja. In der Ilias wird Iphigenie Chrysothemis genannt.

## Wissenschaftliche Auswertung
Aus Ergebnissen der IRAS Minor Planet Survey (IMPS) wurden 1992 Angaben zu Durchmesser und Albedo für zahlreiche Asteroiden abgeleitet, darunter auch (112) Iphigenia, für die damals Werte von 72,2 km bzw. 0,04 erhalten wurden. Eine Auswertung von Beobachtungen durch das Projekt NEOWISE im nahen Infrarot führte 2011 zu vorläufigen Werten für den Durchmesser und die Albedo im sichtbaren Bereich von 70,4 km bzw. 0,03. Nachdem die Werte nach neuen Messungen mit NEOWISE 2012 auf 84,9 km bzw. 0,03 korrigiert worden waren, wurden sie 2014 auf 69,8 km bzw. 0,04 geändert. Nach der Reaktivierung von NEOWISE im Jahr 2013 und Registrierung neuer Daten wurden die Werte 2015 zunächst mit 70 km bzw. 0,03 angegeben und dann 2016 korrigiert zu 73,3 km bzw. 0,04, diese Angaben beinhalten aber alle hohe Unsicherheiten.
Eine spektroskopische Untersuchung von 820 Asteroiden zwischen November 1996 und September 2001 am La-Silla-Observatorium in Chile ergab für (112) Iphigenia eine taxonomische Klassifizierung als Caa- bzw. Ch-Typ.
Nach einer früheren Bestimmung der Rotationsperiode des Asteroiden, die zunächst zu einem Wert von 15,783 h geführt hatte, erfolgten neue photometrische Beobachtungen vom 24. Oktober bis 16. Dezember 2007 am Organ Mesa Observatory in New Mexico. Hier wurde aus der fast lückenlosen Lichtkurve allerdings ein verbesserter Wert von 31,466 h abgeleitet. Dieses Ergebnis konnte durch eine weitere Beobachtung vom 9. bis 14. Dezember 2007 am Observatorio Astronómico de Mallorca in Spanien mit einer gemessenenen Rotationsperiode von 31,385 h bestätigt werden. Die Auswertung von sieben vorliegenden Lichtkurven und zusätzlichen Daten der Lowell Photometric Database ermöglichte dann in einer Untersuchung von 2016 die Erstellung eines Gestaltmodells für den Asteroiden und die Angabe zweier alternativer Lösungen für die Position der Rotationsachse mit retrograder Rotation und einer Rotationsperiode von 31,4625 h.
Zwischen 2012 und 2018 wurden mit der All-Sky Automated Survey for Supernovae (ASAS-SN) auch photometrische Daten von 20.000 Asteroiden aufgezeichnet. Auf mehr als 5000 davon konnte erfolgreich die Methode der konvexen Inversion angewendet werden, darunter auch (112) Iphigenia, für die in einer Untersuchung von 2021 ein verbessertes dreidimensionales Gestaltmodell für zwei alternative Rotationsachsen mit retrograder Rotation und einer Periode von 31,463 h berechnet wurde. Aus archivierten Daten des Asteroid Terrestrial-impact Last Alert System (ATLAS) aus dem Zeitraum 2015 bis 2018 konnte in einer Untersuchung von 2022 mit der Methode der konvexen Inversion eine Rotationsperiode von 31,464 h berechnet werden.
Abschätzungen von Masse und Dichte für den Asteroiden (112) Iphigenia aufgrund von gravitativen Beeinflussungen auf Testkörper hatten in einer Untersuchung von 2012 zu keinen als sinnvoll erachteten Ergebnissen geführt.